# موسیقی نئوکلاسیک

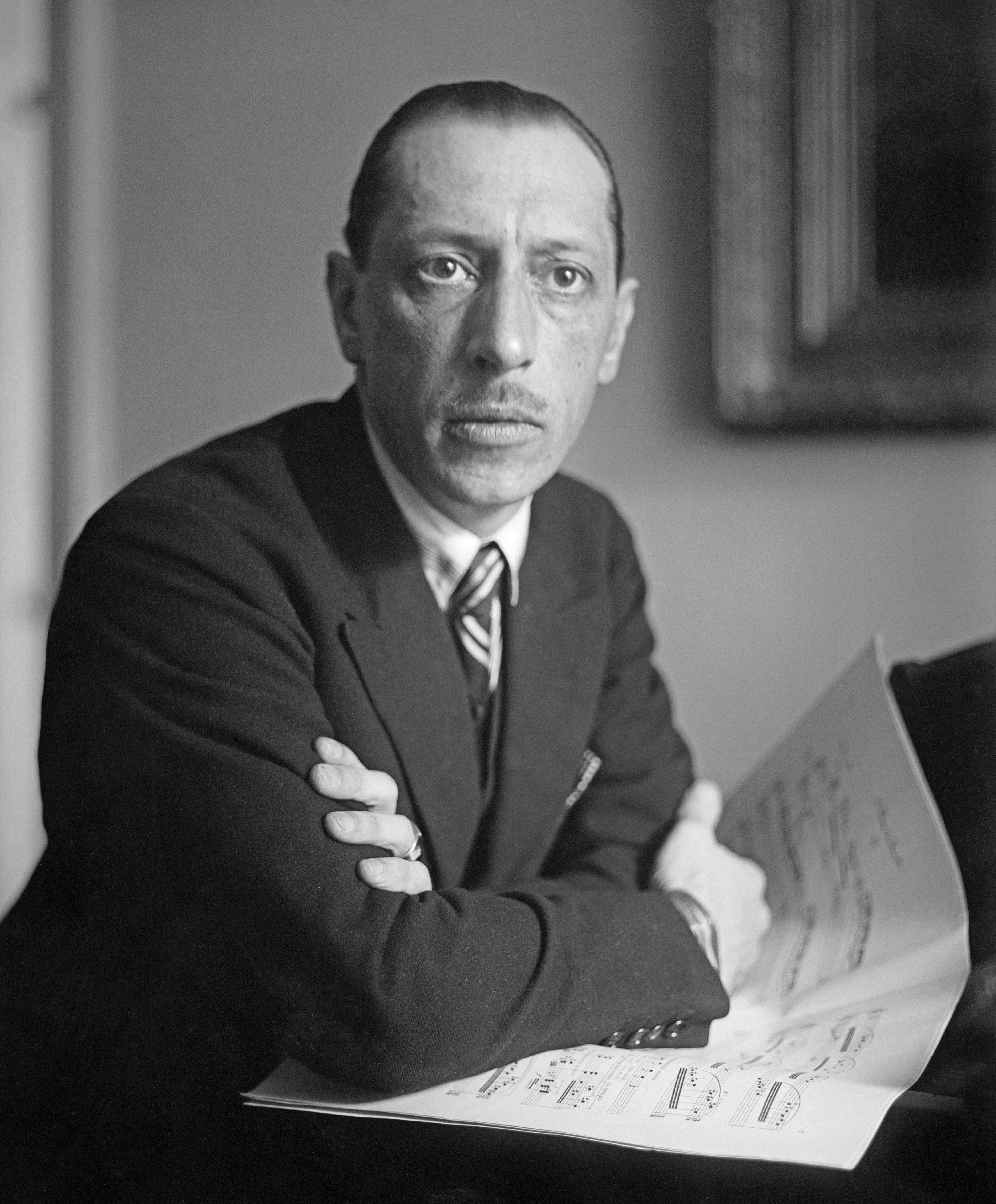
ایگور استراوینسکی

موسیقی نئوکلاسیک یا نئوکلاسیسیسم (به انگلیسی: Neoclassicism) گرایشی در موسیقی قرن بیستم بود که در فاصلهٔ بین دو جنگ جهانی در واکنش به لجام‌گسیختگی ساختاریِ موسیقی رمانتیکِ متأخر، میان گروهی از موسیقی‌دانان به وجود آمد و بر آن بود تا موسیقی را به مؤلفه‌های اصیلِ دورهٔ کلاسیک، مانند نظم و انسجام، تعادل، وضوح، ایجاز، و خودداری عاطفی بازگردانَد.
نئوکلاسیسیسم، بیش از آن‌که جنبشی نظام‌مند باشد، مانیفستی زیبایی‌شناسانه بود؛ چنان‌که بسیاری از موسیقی‌دانان که رسماً به این سبک تعلق نداشتند، عناصرش را در آثارشان به کار می‌بستند. از برجسته‌ترین موسیقی‌دانان این سبک می‌توان به ایگور استراوینسکی و پل هیندمیت اشاره کرد.